# Luis Villasante

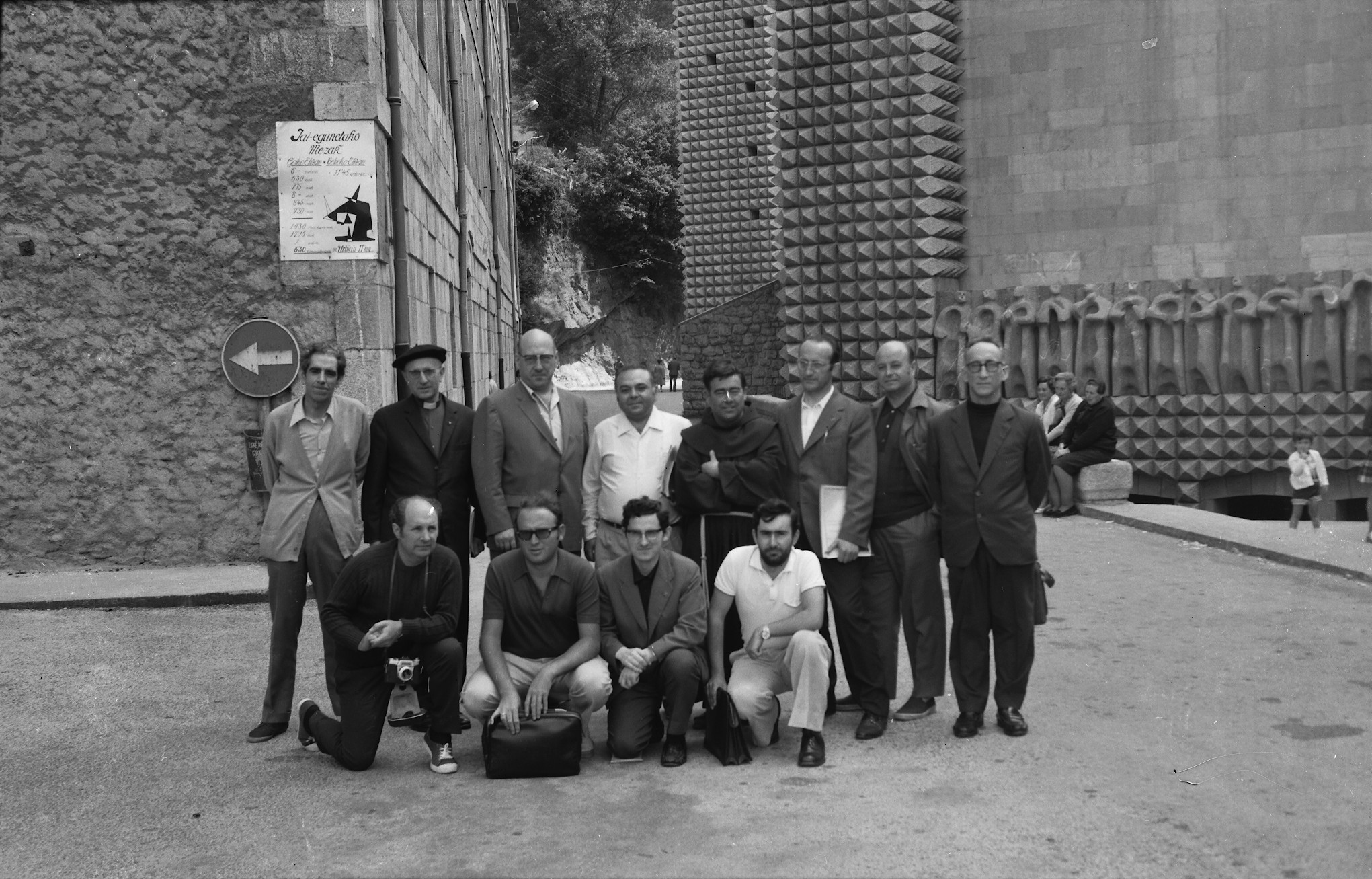
Membres de l'Académie de la langue basque, réunis au sanctuaire d'Arantzazu en 1972.
En haut, de gauche à droite : Koldo Mitxelena, Iratzeder, Jean Haritschelhar, Alfontso Irigoien, Luis Villasante, Jose Mari Satrustegi, Patxi Altuna et Imanol Berriatua. En bas : Juan San Martin, Jose Luis Lizundia, Joseba Intxausti et Xabier Kintana.

Luis Villasante Cortabitarte, né le 22 mars 1920 à Guernica et mort le 2 décembre 2000 à Oñati, est un franciscain, écrivain et académicien basque espagnol de langue basque et espagnole.

## Biographie
Franciscain, il fut ordonné prêtre en 1945. Après un doctorat en théologie, il devient professeur au séminaire d'Arantzazu durant plusieurs années. Parmi les nombreux articles et ouvrages religieux, Luis Villasante écrit une collection de quatre livres sur les racines de la foi chrétienne : Jainkoa (1962), Jesukristo (1969), Eliza (1984) et Kristau fedea (1986). 
Il fait aussi des recherches sur la littérature basque en prose, dont le résultat est publié en 1961 dans le livre Historia de la Literatura Vasca (Histoire de la littérature basque). Mais il étudie surtout l’œuvre d'Axular « Gero » et la fait connaître : il veut convaincre le monde de l'importance du lexique utilisé par Axular pour le développement de la littérature basque avec le dictionnaire trilingue « Axular-en Hiztegia » (Dictionnaire d'Axular), publié en 1973. Il prépara une édition critique de l’œuvre et une traduction complète, publiée en 1976.
Comme chercheur en grammaire, on peut signaler sa collection "Luis Eleizalde", écrite en espagnol, dans laquelle il analyse les divers aspects de la morphologie et de la syntaxe du basque (1970-1986). Académicien dès 1951 à l'Académie de la langue basque ou Euskaltzaindia, il en fut le président de 1970 à 1988 après Manuel Lekuona.
Il fera la promotion dans l'Académie de l'euskara batua, pour l'unification du basque. C'est pour cette raison qu'il sera appelé « Le père du basque unifié ». Sous l'influence de Federiko Krutwig, pendant une première étape, Luis Villasante défend le labourdin classique comme modèle d'unification ; néanmoins il change ses positions en faveur du modèle actuel défendu par Koldo Mitxelena.
Auteur de nombreux livres sur la langue basque et la vie religieuse, l'« érudit de Guernica » s'est servi autant du basque que de l'espagnol pour écrire ses œuvres. Parmi elles, il convient de souligner Paradigmas de la conjugación vasca (1955), écrite en collaboration avec Iturria et Zabalgogeaskoa; Historia de la literatura vasca (1961); Raíces de la fe cristiana: Dios (1962); Raíces de la fe cristiana: Jesucristo (1969); Eliza (1984); Sobre la cuestión del euskera; El vocabulario vasco de Aránzazu-Oñate y zonas colindantes (1994), écrit en collaboration avec Cándido Izaguirre; et Ideario y camino espiritual de Ángeles Sorazu (1994), version en espagnol de la version originale basque Angeles Sorazu, bizia eta mezua (1990).

## Publications
Littérature basque
- Historia de la Literatura Vasca, 1961
- Axular. Mendea, gizona, liburua, 1972

En langue basque
- Axular-en hiztegia. Euskara-Español-Français. Español-Euskara. Français-Euskara, 1973
- Arantzazu-Oñati eta inguruko euskal hiztegia (1994).

Collection Luis Eleizalde
Une collection de neuf livres publiés en espagnol et en basque :
- Hacia la lengua literaria común, 1970
- La declinación del vasco literario común, 1972
- Palabras vascas compuestas y derivadas, 1974
- Sintaxis de la oración compuesta, 1976
- Estudios de sintaxis vasca, 1978
- La h en la ortografía vasca, 1980
- Sintaxis de la oración simple, 1980
- La oración causal en vasco, 1986
- Euskararen auziaz, 1988

Religion
- La sierva de Dios M. Ángeles Sorazu, concepcionista franciscana. Estudio místico de su vida, 1950
- Nere izena zan Plorentxi. Angeles Sorazuren bizitza, 1961
- Jainkoa, 1962
- Jesukristo, 1969
- M. Angeles Sorazu: Un mensaje para tiempos dificiles, 1981
- Kristau fedearen sustraiak. III. Eliza, 1984
- Kristau fedea, 1986
- Angeles Sorazu: bizia eta mezua, 1990
- Ideario y camino espiritual de Ángeles Sorazu, 1994
- Nazareteko Jesusi buruz gogarteak, 1998